# Hakuhō Shō
Hakuhō Shō (白鵬 翔), nascido 11 de março de 1985 como Mönkhbatyn Davaajargal (Мөнхбатын Даваажаргал) é um ex-lutador de sumô (Rikishi) de Ulan Bator, Mongólia. Estreando em março de 2001, ele foi o 69º yokozuna na história do esporte no Japão e se tornou o segundo (após Asashoryu Akinori) mongol a chegar ao mais alto posto do sumô, aos 22 anos em maio de 2007. Hakuho venceu 45 torneios (bashos) durante sua carreira, um recorde na história do sumô. Ele se aposentou em maio de 2021, depois de 20 anos no esporte e mais de 15 anos na primeira divisão do sumô (makuuchi). 